# Coccycua pumila
El cuclillo enano o cuclillo gusanero (Coccycua pumila) es una especie de ave cuculiforme de la familia Cuculidae que habita en el norte de Sudamérica.

## Taxonomía
Anteriormente estaba ubicada en los géneros Coccyzus o Micrococcyx. Tras descubrir su parentesco con Coccycua minuta, se lo integró en Coccycua. 

## Distribución
Se encuentra en Colombia, Venezuela y el extremo noroccidental de Brasil. Sus hábitats naturales son las selvas tropicales. 